# Brudno (wzniesienie)
Brudno – wzniesienie o wysokości 116,1 m n.p.m. na Wysoczyźnie Łobeskiej, w woj. zachodniopomorskim, w powiecie świdwińskim, w gminie Sławoborze. Jest rozległym wzniesieniem moreny czołowej.
Stanowi północny kraniec Wysoczyzny Łobeskiej. Dalej na północ znajduje się obszar pogranicza Wysoczyźnie Łobeskiej, Równiny Nowogardzkiej i Równiny Gryfickiej.
Na południowy zachód od Brudna leży osada Sobiemirowo.
Nazwę Brudno wprowadzono urzędowo w 1950 roku, zastępując poprzednią niemiecką nazwę Rauhe Berg.